# Mary Mohler
Mary Elizabeth Mohler (geboren als DeScenza) (Middlesex (New Jersey), 17 september 1984) is een Amerikaanse voormalige zwemster die gespecialiseerd was in de vlinderslag en de vrije slag. Ze maakte haar internationale debuut bij de senioren tijdens de wereldkampioenschappen zwemmen 2001 in Fukuoka. Ze werd in 2008 wereldkampioen op de 200 meter vlinderslag (kortebaan).

## Carrière
Tijdens haar vierjarige universitaire carrière werd DeScenza telkens NCAA-kampioen op de 200 meter vlinderslag (2003, 2004, 2005, 2006). Daarmee is ze slechts de tweede vrouw in de geschiedenis, na Mary T. Meagher die daarin slaagt. Ze is ook 28-voudig All-American.
Op 29 juli 2009 stelde ze tijdens de wereldkampioenschappen langebaanzwemmen het wereldrecord op de 200 meter vlinderslag scherper. Met haar tijd van 2.04,14 verbeterde ze de tijd van Liu Zige (2.04,18) uit 2008. Toch kon ze de lijn niet helemaal doortrekken, in de finale verbeterde ze haar persoonlijk record wel tot 2.04,11 maar ze moest genoegen nemen met de vierde plaats. De nieuwe wereldkampioene werd Jessicah Schipper die DeScenza's wereldrecord verbeterde tot 2.03,41.
Op de Pan Pacific kampioenschappen zwemmen 2010 in Irvine eindigde Mohler als negende op de 200 meter vlinderslag, op de 50 meter vrije slag en de 100 meter vlinderslag strandde ze in de series. In Dubai nam de Amerikaanse deel aan de wereldkampioenschappen kortebaanzwemmen 2010, op dit toernooi werd ze uitgeschakeld in de series van de 200 meter vlinderslag.

## Belangrijkste resultaten
| Jaar | Olympische Spelen | WK langebaan | WK kortebaan | PanPacs                                                       |
| ---- | ----------------- | --- | --- | ------------------------------------------------------------- |
| 2001 |                   | 12e 50m vlinderslag · 4e 100m vlinderslag · 4x100m wisselslag | |                                                               |
| 2002 |                   | | geen deelname | 200m vlinderslag                                              |
| 2003 |                   | 9e 50m vlinderslag · 4e 200m vlinderslag · 4x100m wisselslag · (DeScenza zwom enkel de series) | |                                                               |
| 2004 | geen deelname     | | 200m vlinderslag · 4x100m wisselslag · (DeScenza zwom enkel de series) |                                                               |
| 2005 |                   | 5e 100m vlinderslag · 6e 200m vlinderslag · 4x100m vrije slag estafette · (DeScenza zwom enkel de series) · 4x200m vrije slag · (DeScenza zwom enkel de series) · 4x100m wisselslag · (DeScenza zwom enkel de series) | |                                                               |
| 2006 |                   | | 7e 200m vrije slag · 11e 50m vlinderslag · 8e 100m vlinderslag · 4e 200m vlinderslag · 4e 4x100m vrije slag · 4x100m wisselslag · (DeScenza zwom enkel de series)                                         | 100m vlinderslag                                              |
| 2007 |                   | 17e 200m vlinderslag | |                                                               |
| 2008 | geen deelname     | | 8e 200m vrije slag · 10e 400m vrije slag · 7e 200m rugslag · 200m vlinderslag · 10e 100m wisselslag · 13e 200m wisselslag · 5e 4x100m vrije slag · (DeScenza zwom enkel de series) · 4e 4x200m vrije slag |                                                               |
| 2009 |                   | 4e 200m vlinderslag | |                                                               |
| 2010 |                   | | 12e 200m vlinderslag | 24e 50m vrije slag serie 100m vlinderslag 9e 200m vlinderslag |

## Persoonlijke records

### Kortebaan
| Event            | Tijd    | Datum            | Plaats     |
| ---------------- | ------- | ---------------- | ---------- |
| 50m vrije slag   | 26,49   | 21 november 2001 | New York   |
| 100m vrije slag  | 54,25   | 12 april 2008    | Manchester |
| 200m vrije slag  | 1.56,65 | 9 april 2008     | Manchester |
| 400m vrije slag  | 4.07,91 | 11 april 2008    | Manchester |
| 100m rugslag     | 1.00,34 | 7 april 2006     | Shanghai   |
| 200m rugslag     | 2.06,14 | 11 april 2008    | Manchester |
| 50m vlinderslag  | 26,84   | 6 april 2006     | Shanghai   |
| 100m vlinderslag | 57,24   | 18 december 2009 | Manchester |
| 200m vlinderslag | 2.04,27 | 9 april 2008     | Manchester |
| 100m wisselslag  | 1.01,26 | 10 april 2008    | Manchester |
| 200m wisselslag  | 2.13,08 | 18 maart 2004    | Texas      |

### Langebaan
| Event            | Tijd    | Datum            | Plaats       |
| ---------------- | ------- | ---------------- | ------------ |
| 50m vrije slag   | 26,21   | 21 augustus 2010 | Irvine       |
| 100m vrije slag  | 55,64   | 5 april 2005     | Indianapolis |
| 200m vrije slag  | 1.58,25 | 13 februari 2009 | Columbia     |
| 400m vrije slag  | 4.16,13 | 16 mei 2008      | Santa Clara  |
| 50m rugslag      | 30,53   | 16 februari 2007 | Columbia     |
| 100m rugslag     | 1.00,44 | 2 augustus 2008  | Minneapolis  |
| 200m rugslag     | 2.10,00 | 5 juli 2008      | Omaha        |
| 50m vlinderslag  | 27,18   | 25 juli 2001     | Fukuoka      |
| 100m vlinderslag | 57,77   | 7 juli 2009      | Indianapolis |
| 200m vlinderslag | 2.04,11 | 30 juli 2009     | Rome         |
| 200m wisselslag  | 2.14,40 | 14 februari 2009 | Columbia     |